# (8124) Guardi
(8124) Guardi ist ein Asteroid des Hauptgürtels, der am 26. März 1971 von dem niederländischen Astronomenehepaar Cornelis Johannes van Houten und Ingrid van Houten-Groeneveld entdeckt wurde. Die Entdeckung geschah im Rahmen des First Trojan-Survey von 1971, bei dem von Tom Gehrels mit dem 120-cm-Oschin-Schmidt-Teleskop des Palomar-Observatoriums aufgenommene Feldplatten an der Universität Leiden durchmustert wurden.
Der Asteroid wurde am 2. April 1999 nach dem italienischen Veduten- und Landschaftsmaler Francesco Guardi (1712–1793) benannt, der von Pietro Longhi und Canaletto beeinflusst war, wobei sein Stil mehr impressionistisch ist. Seine Werke sind typisch für das Rokoko.